# 涼州節度使

## 基本信息
凉州节度使（861年-863年），咸通二年（861年），驱逐吐谷浑浑末，收复凉州，至此浑末政权瓦解，唐廷发郓州兵2500人戍之，设立凉州节度使，从归义军那里接管凉州，凉州节度使直辖于皇帝。

## 历史沿革
唐朝咸通二年（861年），驱逐吐谷浑浑末，收复凉州，至此浑末政权瓦解。唐因以义朝为节度使，发郓州兵2500人戍之，设立凉州节度使，从归义军那里接管凉州，直辖于皇帝。
唐朝咸通四年（863年），温末部族，乘机攻破凉州，驱逐出郓州兵，至此凉州被吐蕃温末统治，凉州节度使遂废。